# Породична дисбеталипопротеинемија
Породична дисбеталипопротеинемија (ПД) или породична хиперлипопротеинемија типа III је стање које карактерише повећан ниво укупног холестерола и триглицерида, и смањен ниво липопротеина високе густине (ХДЛ). Овај генетски поремећај метаболизма липопротеина повезан је са повећаним ризиком од прераног кардиоваскуларног обољења. У око 10% случајева, ПД је узрокован аутозомно доминантним мутацијама у гену аполипопротеина Е ( АПОЕ ).  
Дијагностиковање  аутозомно доминантне  ПД је важно за адекватно лечење пацијената и чланова њихових породица. Код пацијената који имају мешовиту хиперлипидемију, (аутозомно доминантна) ПД треба узети у обзир као део дијагностичког рада. 
Пацијенти са ПД добро реагују на промене начина живота и комбиновану терапију статинима и фибратима .  

## Епидемиологија
Пријављена преваленција ПД у општој популацији креће се од 0,1% до 0,4%.

## Етиопатогенеза
Породична дисбеталипопротеинемија је неуобичајен поремећај који се карактерише оштећеним уклањањем остатака липопротеина богатих триглицеридима због њиховог ниског афинитета везивања за ЛДЛР , што доводи до акумулације хиломикрона и остатака ВЛДЛ . Већина случајева је хомозиготна за ε2 изоформу, која се преноси аутозомно рецесивном са променљивом пенетрацијом. Код ових пацијената, апоЕ посредован јетрени клиренс остатака хиломикрона и липопротеина средње густине (ИДЛ) је неисправан.
Повећана производња липопротеина или смањен клиренс остатка услед гојазности, интолеранције на глукозу, инсулинске резистенције, хипотиреозе и ниског нивоа естрогена погоршавају фенотип. 
Пацијенти имају веће повишење холестерола по честици липопротеина, што доводи до повећаног односа не-ХДЛ-Ц/апоБ (>2,5) и односа ВЛДЛ-Ц/триглицерида (>0,3). Типичан липидни профил показује скоро подједнако повишен укупни холестерол и триглицериде у опсегу од 300–1.000 мг/дЛ, апоБ <120 мг/дЛ и ниске нивое ЛДЛ-Ц. Детекција ε2ε2 генотипа је дијагностичка. Карактеристични су тубероеруптивни ксантоми преко лактова и колена и палмарни ксантоми у кожним наборима шака и зглобова. У поређењу са општом популацијом, пацијенти са породичном дисбеталипопротеинемијом имају 5 до 10 пута већи ризик од преурањене смти због кардиоваскуларних болести, од којих су код пацијената са ПД најчеђћи болест периферних артерија и коронарна артеријска болест.
Појава ПД је вероватније када је присутна мутација аполипопротеина Е (АпоЕ). АпоЕ који служи као лиганд за рецептор јетре за хиломикроне, ИДЛ и ВЛДЛ, такође познат као рецептор липопротеина веома ниске густине. Појединци са две копије АпоЕ2 гена имају значајно повећан ризик од овог стања.  Овај дефект спречава нормалан метаболизам хиломикрона, ИДЛ и ВЛДЛ, иначе познатих као остаци, и стога доводи до акумулације холестерола у ћелијама чистача (макрофага) како би се побољшао развој и убрзање атеросклерозе.

## Клиничка слика
Знаци породичне дисбетапротеинемије укључују кантхома стриатум палмаре (наранџаста или жута промена боје дланова) и тубероеруптивне ксантоме преко лактова и колена. 
Болест доводи до преране атеросклерозе, а самим тим и могућег раног почетка болести коронарних артерија и периферних васкуларних болести које доводе до срчаног удара, односно инфаркта миокарда, болова у грудима при вежбању, односно ангине пекторис или можданог удара код младих одраслих или пацијената средњих година. 

## Дијаноза
Тестови који се могу урадити за дијагнозу овог стања укључују:
- Генетско тестирање на аполипопротеин Е (апоЕ)
- Тест крви на липидни панел
- Ниво триглицерида
- Тест липопротеина веома ниске густине (ВЛДЛ).

## Терапија
Циљ лечења је контрола стања као што су гојазност, хипотиреоза и дијабетес. У том смислу промена у исхрани ради смањења калорија, засићених масти и холестерола може помоћи у смањењу холестерола у крви.
Ако су нивои холестерола и триглицерида и даље високи након што је промењен начин исхране, почиње се са узимањем лекова за снижавање нивоа триглицерида и холестерола у крви, који укључују:
- Смоле за издвајање жучне киселине.
- Фибрате (гемфиброзил, фенофибрат).
- Никотинску киселину.
- Статине.
- ПЦСК9 инхибитори, као што су алирокумаб (Пралуент) и еволокумаб, који спадају у новију класу лекова за лечење холестерола.

## Прогноза
Пацијенти са овим стањем имају значајно повећан ризик од болести коронарних артерија и периферних васкуларних болести.
Правовремено и редовно лечење, код већине пацијената може у великој мери да смањи ниво холестерола и триглицерида.

## Компликације
Компликације могу укључивати:
- срчани удар
- мождани удар
- периферну васкуларну болест
- интермитентне клаудикације
- гангрену доњих удова (екстремитета)